# Nthati Moshesh
Nthati Moshesh es una actriz sudafricana. Fue nominada al premio Africa Movie Academy Award 2016 como mejor actriz secundaria.

## Carrera
Ha actuado en la serie de televisión Soldier Soldier and Home Affairs y en la miniserie de televisión Human Cargo. En 2014, se informó que era una parte del reparto de la telenovela Saint and Sinners del canal Mzanzi Magic. En 2015 actuó en Ayanda, que inauguró el 36° Festival Cine de Durban. También obtuvo su primera nominación a mejor actriz en los AMAA por su papel en la película. En 2016, ganó el premio a mejor actriz en un papel principal en los Premios de Cine y Televisión de Sudáfrica 2016. En un artículo de abril de 2019, habló sobre sus luchas durante el último año sin trabajar y su regreso a la pantalla chica con la serie Lockdown.

### Filmografía seleccionada
- Cape of Good Hope
- Whiskey Echo
- Beat the Drum
- Kini and Adams
- The Long Run
- Ayanda

## Vida personal
Tras la muerte de la actriz Mary Makgatho, rindió tributo a la memoria e impacto de su carrera en la industria del cine. Moshesh intenta mantener en secreto su vida personal, aun así en una entrevista mencionó que había restablecido una relación de veinte años en 2018 con un hombre que era muy similar a ella.